# Пам'ятник Тарасові Шевченку (Лубни)

Пам'ятник Тарасові Шевченку в Лубнах, сучасний (січень 2018 року) вигляд

Пам'ятник Тарасові Шевченку в Лубнах — пам'ятник-погруддя великому українському поетові Тарасу Григоровичу Шевченку в місті Лубнах Полтавської області.

## Загальна інформація
Розташований неподалік середмістя по одній з центральних вулиць міста — Володимирській посередині скверу Тараса Шевченка (на розі з вулицею Метеорологічною).
Автори пам'ятника — Володимир Іванович Семенюта, Дмитро Олександрович Коршунов, Валерій Петрович Голуб, Володимир Олексійович Пашкевич та Андрій Григорович Шмонденко.

## Опис
Сучасний (з 2014 року) лубенський пам'ятник Тарасові Шевченку — погруддя поета (заввишки близько 1 м), встановлене на прямокутному постаменті, що завершується подобою стилобату, облямованого плиткою.
Для втілення Тараса Шевченка у лубенському погрудді використано образ поета в його столичний період. На постаменті розміщено автограф поета: Т. Г. Шевченко, нижче напис: Великий Кобзар відвідував Лубенщину 1843—1846; біля підніжжя постаменту — горизонтальна вузька плита з традиційним орнаментом, що символізує український рушник.

## З історії пам'ятника Кобзарю в Лубнах

Старий (станом на серпень 2009 року) вигляд пам'ятника

Пам'ятник Тарасові Шевченку в Лубнах був споруджений на честь 150-річчя від народження великого поета 1964 року. По суті був пам'ятним знаком — гранітну плиту з металевим барельєфом профілю Кобзаря.
Сесією Лубенської міської ради від 12 квітня 2013 року було затверджено план заходів, яким передбачено проведення реконструкції скверу імені Тараса Шевченка та відкриття оновленого пам'ятного знаку зі встановленням погруддя Кобзаря. Відтак, до 200-річчя великого Кобзаря у 2014 році пам'ятник було реконструйовано, внаслідок чого він набув фактично абсолютно нового вигляду. Його урочисте відкриття, за участі міського голови Грицаєнка О. П., представників влади, інтелігенції, учнівської молоді й широких кіл громадськості, відбулося у Шевченківські дні 9 березня цього ж (2014) року.